# Mylochromis melanotaenia
Mylochromis melanotaenia е вид лъчеперка от семейство Цихлиди (Cichlidae).

## Разпространение
Видът е разпространен в Малави и Мозамбик.